# Agrilinellus ornatus
Agrilinellus ornatus är en skalbaggsart som beskrevs av Schmidt 1911. Agrilinellus ornatus ingår i släktet Agrilinellus och familjen Aphodiidae. Inga underarter finns listade i Catalogue of Life.